# Robert Lafont (occitaniste)
Pour les articles homonymes, voir Lafont et Robert Lafont.
Pour l’article ayant un titre homophone, voir Robert Laffont.
Robert Lafont, né à Nîmes le 16 mars 1923 et mort à Florence (Italie) le 24 juin 2009 , est un universitaire et intellectuel français. Professeur de linguistique à l'université de Montpellier, il contribue dans les années 1970 à l'émergence d'une nouvelle théorie linguistique, la praxématique. Il s'est par ailleurs intéressé à l'histoire de la littérature occitane et aux sciences sociales (en particulier au travers d'essais politiques sur les espaces régionaux), tout en développant une activité littéraire soutenue d'expression occitane (essentiellement en provençal) et française et tout en s'engageant périodiquement en politique. Robert Lafont laisse plus de cent titres publiés et environ mille articles.

## Biographie

### Le commencement du militantisme occitan et la guerre
De 1940 à 1943, il a étudié les lettres classiques à Montpellier. Durant cette période, de 1941 à 1942, il est devenu membre du Félibrige à Nîmes en 1941 et 1942, avant de créer le mouvement Joventuts Occitanas. À partir de l'été 1943 jusqu'au mois de mai de l'année suivante, il a dû travailler aux chantiers de la jeunesse française, en premier à Mauriac et puis à Lescar (Béarn). Après la libération il a travaillé quelques mois dans le cabinet du préfet du Gard avant d'être mobilisé, en 1945, dans les Troupes françaises d'occupation en Allemagne et en Autriche.

### La maturation intellectuelle et sociale
Après la Libération, il est devenu membre du nouvel Institut d'études occitanes qui s'était créé en février 1945. Cette même année, le 3 décembre, il s'est marié avec Andrée Chauchard, une enseignante de français originaire d'Anduze. Ils ont eu deux enfants, Suzanne et Michel.
Lafont a reçu l'influence des idées fédéralistes portées par Charles Camproux et sa revue Occitània, et de l'œuvre de Mistral. Il a édité en août 1946 un journal, l'Ase negre, qui revendiquait ces orientations. Cependant au bout d'un certain temps, l'écrivain a commencé à s'éloigner du fédéralisme.
Dès 1949 Robert Lafont a été professeur à Bédarieux, Sète, Arles et finalement au lycée de Nîmes où il a travaillé jusqu'en 1964. Tout en travaillant dans l'enseignement secondaire, dès 1951, il était entré à l'université de Montpellier où il travaillait avec Camproux et où il enseignait l'occitan. Il est devenu universitaire d'une manière définitive en 1964. Il a terminé sa thèse, La Phrase occitane, qui a été publiée en 1967. En 1972, il est devenu titulaire de la chaire de langue et littérature occitanes de l'université Paul-Valéry de Montpellier. Il finira professeur émérite de cette université,,.

### Carrière
Linguiste universitaire de profession, il fut tout à la fois polyglotte, romancier, poète, auteur de théâtre, essayiste, médiéviste. Écrivain polyvalent, son œuvre comporte près d'une centaine de livres et un millier d'articles en occitan, en français, en catalan. On y trouve aussi bien des ouvrages sur l'histoire littéraire et l'histoire des sociétés, que des ouvrages sur la linguistique et la sociolinguistique, ou des ouvrages sur les déséquilibres socio-économiques en France et en Europe. Ses amis présentent Robert Lafont comme un citoyen du Monde et d'Europe, penseur et acteur majeur d'un occitanisme ouvert.
Dans ses essais en français, il présente la situation, non seulement de l'Occitanie, mais également de l'ensemble des minorités vivant sur le territoire français. Il est l'un des théoriciens de ce qu'il est convenu d'appeler le colonialisme interne,, en parlant de la situation occitane. L'autre volet de son œuvre, la littérature en langue occitane, participe au renouveau de la création littéraire dans cette langue.
En 1945, il participe à la fondation de l'Institut d'études occitanes dont il est secrétaire général (de 1950 à 1958), puis président (1959-1962), (il le quittera en 1981 à la suite de tensions internes). Avec le militant breton Armand Keravel, il lance en 1958 le Mouvement laïque des cultures régionales. Il a animé, à la suite de Paul Delarue et de Pierre-Jakez Hélias, la commission Arts et traditions populaires de la Ligue de l'enseignement dans les années soixante. En 1964, il est élu à l'Académie de Nîmes.
Il a assumé la direction de diverses publications périodiques (L'ase negre en 1946, Viure en 1962, Amiras dans les années 1980, la Revista Occitana en 1993). Il a également été producteur de théâtre d'animation sociale.  
En 1962, il fonde le Comité occitan d'études et d'action (COEA) d'où sortira en 1971 Lutte occitane.  En 1974 ce mouvement organise la présentation de Robert Lafont à l’élection présidentielle française,, mais sa candidature est rejetée par le Conseil constitutionnel faute d'un nombre suffisant de signatures d'élus validées pour qu'il atteigne le seuil requis ; il sortira de ses comités de soutien le mouvement Volem viure al país, dont des membres fondèrent ultérieurement, avec adhésion de Robert Lafont, le Partit occitan, membre de la fédération Régions et peuples solidaires.
En 1981 il participe à la fondation de l'Association internationale d'études occitanes. Il est président de la section occitane du Cercle d'Afrairament Occitanocatalan entre 1981 et 1986. En 1983, il est cependant élu conseiller municipal de Nîmes.
Un colloque organisé les 26 et 27 septembre 2009 à Nîmes par Gardarem la Tèrra, mouvement altermondialiste et occitaniste structuré en comitats de país, sous le titre « Robert Lafont, la haute conscience d'une histoire », a analysé « 50 ans d'action et d'écrits politiques, de la Révolution régionaliste » à Gardarem la Tèrra et en a débattu.
Ses archives son déposées au CIRDÒC (Centre International de Recherche et de Documentation Occitanes, Béziers).

## Distinctions
- 1987 : Creu de Sant Jordi, distinction décernée par la Généralité de Catalogne.
- 1991 : doctorat honoris causa de l'université de Vienne.
- 2007 : grand prix littéraire de Provence.

## Postérité
Un prix Robert-Lafont est institué en 2010 par la Generalitat de Catalogne pour récompenser une personne ou une institution s'étant engagée pour la défense et la promotion de la langue occitane.

## Œuvres

### Poésie
- Paraulas au vièlh silenci, I.E.O., 1946.
- Dire,I.E.O., 1957.
- Pausa Cerdana , Action poétique, 1962.
- L'Ora , Oc, 1963.
- Aire Liure, P. J. Oswald, 1974.
- Lausa per un solèu mòrt e reviudat , Jorn,1984.
- La gacha a la cistèrna / Le guetteur à la citerne , Jorn, 1998.
- Cosmographia monspessulanensis, Jorn, 2000.
- Lo Viatge grand de l’Ulisses d’Itaca, Jorn, 2004.
- Poèmas 1943-1984, Jorn, 2011.

### Romans et contes
- Vida de Joan Larsinhac, IEO, 1951.
- Li Camins de la Saba, IEO, 1965.
- Lei Maires d’Anguilas,  I.E.O., 1966.
- Té tu té ieu, IEO,1968.
- L’Icòna dins l’Iscla, I.E.O., 1971.
- Lo Sant Pelau,  Cap e Cap, Agen, 1972.
- Tua Culpa , I.E.O., 1974.
- La Primiera Persona, Féderop, 1978.
- Lo Decameronet,  Vent Terral, Energas, 1982.
- La Festa : 1- Lo Cavalier de Març,  2- Lo Libre de Joan,  3 - Finisegle, Fédérop-Le Chemin Vert- Obradors, Lyon, Paris, Eglise-Neuve-d’Issac, 1983-1996
- Bertomieu, Fédérop,  1986.
- La Reborsiera, Fédérop,1991.
- Chronique de l’Eternité, Fédérop,1991.
- L’Enclaus, I.E.O., 1992.
- Insularas, I.E.O,  1996.
- Contes libertins e faulas amorosas, Trabucaire,  2000.
- L’Eròi talhat , Trabucaire,  2001.
- Lo Fiu de l’Uòu , Atlantica, Bayonne, 2001.
- Lei Miraus Infidèus , I.E.O.,  2002.
- Nadala,  M.A.R.P.O.C, Nîmes, 2003.
- Lei Vidas d’Atanasi,  Reclams, Pau, 2005.
- Lo Cèrcadieu, Reclams, Pau, 2007.
- La cosmocritica, I.E.O., 2008.

### Théâtre
- Lo Pescar de la Sépia, I.E.O., 1958.
- La Loba, ò la Frucha dei Tres Aubas, Aubanel,Avignon, 1959.
- La Bourride du Comte, U.F.O.L.E.A.,  1966.
- Ramon VII , Lo Libre Occitan, 1967.
- La Nuech deis Enganats, in Cinc Peçòtas,  I.E.O., 1967.
- Los Ventres Negres, I.E.O., 1967.
- Teatre Claus,  I.E.O, 1969.
- Dòm Esquichòte, I.E.O.,1973.
- Lei Cascaveus, C.D.O.,  1977.
- La Croisade, Edisud, Aix-en-Provence,1983.
- Istòria dau Trauc, lo Relòtge, la Cabra  in Teatre d’òc al sègle XX , C.R.D.P., Montpellier, 1984.

### Essais

#### Linguistique
- Phonétique et Graphie du Provençal, I.E.O., 1952.
- La Phrase Occitane. Essai d’analyse systématique , P.U.F.,1967.
- L’ortografia occitana, sos principis, C.E.O., Montpellier, 1971.
- L’ortografia occitana, lo provençau, C.E.O.,  Montpellier, 1972.
- Le Travail et la Langue, Flammarion, Paris, 1978
- Le Verbe occitan , M.A.R.P.O.C., Nîmes, 1981.
- Eléments de Phonétique Occitane, Vent Terral, Energas, 1983,  2005.
- Le Dire et le Faire, Praxiling, Montpellier, 1990.
- Il y a quelqu’un. La Parole et le Corps, Praxiling, Montpellier, 1994.
- Quarante ans de sociolinguistique à la périphérie, l’Harmattan, Paris, 1997.
- Schèmes et motivations. Le lexique du latin classique, l’Harmattan, Paris, 2000.
- Praxématique du latin classique, l’Harmattan, Paris, 2001.
- L’Être de Langage, Pour une anthropologie linguistique, Lambert-Lucas, Limoges, 2004.
- La motivation postérieure et nasale du schème en sémitique. Une approche par l’arabe classique, Lambert-Lucas, Limoges, 2006.

#### Histoire littéraire
- Mistral ou l'illusion,Plon, 1954.
- La Renaissance toulousaine de 1610, Aubanel, Avignon, 1960.
- Francés de Corteta , Tròces Causits, Lo Libre Occitan, Lavit, 1968.
- Renaissance du Sud , Gallimard, 1970.
- Trobar,Centre d'Études Occitanes CEO, Montpellier, 1972.
- Baroques occitans, Aubanel, Avignon, 1974.
- La Geste de Roland,  t. I, L’Epopée de la Frontière ; t. II, Espaces, Textes, Pouvoirs, L’Harmattan,  Paris, 1991.
- Jaufre Rudel, Liriche, Le Lettere, Firenze, 1992.
- Le chevalier et son désir, Kimé, Paris, 1992.
- La littérature occitane. I- L’Age classique, Presses du Languedoc, Montpellier, 1997.
- La Chanson de Sainte Foi, Droz, Genève, 1998.
- La Source sur le Chemin, l’Harmattan, Paris, 2002.
- Trobar, I. L’Explosion, II. Les Maîtres,  III.  L’Âge classique,  IV. La Survie,  Atlantica, Bayonne,  2004-2005.

#### Histoire et société
- La Révolution régionaliste,Gallimard, 1967.
- Sur la France,Gallimard, 1968.
- Décoloniser en France, Gallimard, 1971.
- Clefs pour l'Occitanie,Seghers, 1971, 1976.
- Lettre ouverte aux Français, d'un Occitan, Albin-Michel, 1973.
- La Revendication occitane, Flammarion, 1974.
- Autonomie, de la région à l'autogestion, Gallimard, 1976.
- L'Occitanie, Seghers, Paris, 1977 (rééd. de Clefs pour l'Occitanie).
- Nani Monsur,  Vent Terral, Energas, 1979.
- Le Dénouement Français, J.-J. Pauvert-Suger, Paris, 1986.
- Lettres de Vienne à un ami européen,  Aubanel, Avignon, 1989.
- La Confidéncia fantasiosa, Fédérop, 1989.
- Nous, Peuple européen, Kimé, Paris, 1991.
- Temps Tres, Trabucaire, Perpignan, 1991.
- La Nation, l’État, les Régions, Berg International, Paris, 1993.
- Le Coq et l’Oc , Actes Sud, Arles,1997.
- Pecics de mièg-sègle,  Fédérop, 1999.
- Petita Istòria europèa d’Occitània, Trabucaire, Perpignan, 2003.
- Le Sud ou l’Autre, La France et son Midi,  Edisud, Aix-en-Provence, 2004.
- Prémices de l'Europe, Sulliver, Arles, 2007.
- L'État et la Langue, Sulliver, Arles,  2008.
- Vingt lettres sur l’histoire - À ces cons de Français et ces couillons d’Occitans, Vent Terral, Villefranche d’Albigeois, 2005.

Directions
- Le Sud et le Nord, Privat, 1971.
- Histoire d'Occitanie (avec André Armengaud), Hachette, 1979.
- Les Cathares en Occitanie, Fayard, 1982.
- Anthropologie de l'écriture, CCI, Centre Georges Pompidou,1984.

#### Collaborations
- Anthologie de la jeune poésie occitane  (avec B. Lesfargues), LeTriton Bleu, Paris, 1946.
- F. Pellos, Compendion de l’Abaco, éd. critique (avec G. Tournerie), C.E.O., Montpellier, 1967.
- Metòde per aprene l'occitan parlat (avec Chr. Baylon), Centre d'Études Occitanes C.E.O., Montpellier, 1969.
- Nouvelle histoire de la littérature occitane (avec Chr. Anatole),PUF, 1970-1971.
- Introduction à l'analyse textuelle (avec F. Gardès-Madray), Larousse, 1976.
- Pour l'Occitanie (avec A. Alcouffe et P. Lagarde ), Privat, Toulouse, 1979.
- Las Cançons dels Trobadors (avec I. Fernandez de la Cuesta), I.E.O. Toulouse, 1980.
- Pratiques praxématiques (avec F. Gardès-Madray et P. Siblot), Cahiers de linguistique sociale, Rouen, 1983.
- Questions sur les Mots  (avec H. Boyer, Ph. Gardy, J.-M. Marconot e P.Siblot ), Didier, Paris, 1987.
- Le Roland Occitan  (avec G. Gouiran), Christian Bourgois, Paris, 1991.
- Le Temps du Pluriel  (avec B. Étienne e H. Giordan), L’Aube, La Tour d’Aigues, 1998.

#### Traductions
- L'icòna dins l'iscla, L'icône dans l'île. Traduction en français de  Ph. Gardy e B. Lesfargues, Fédérop, Lyon, 1982.
- Nous, Peuple européen. Nosaltres el poble europeu. Traduction en catalan de Victor Compta, Edicions 62, Barcelona, 1991.
- Le Travail et la Langue.  Sprache als Arbeit. Traduction en allemand de Hella Beister, Braumüller, Wien, 1992.
- La Festa,  La Fête (extraits). Traduction en  français de Danielle Julien, Atlantica, Bayonne, 2000.
- Lo Decameronet. Le Petit Décaméron. Traduction en français de Danielle Julien, Ed Trabucaire . 66140 Canet, 2008.
- La gacha a la cisterna The watcher at the cistern ; édition bilingue occitan-anglais ; traduction en anglais de Maria-Cristina Coste-Rixte, coédition Jorn et Pen-club de lenga d’òc, 2014.

### Discographie et filmographie
- Gui Broglia canta Robert Lafont, Section du Gard de l'I.E.O., 1965. Disque 33 tours.
- Robert Lafont, Morceaux choisis dits par l’auteur, disque-compact et livre, Aura Productions, Vendargues, 2000.
- Dire. Poèmas de Robert Lafont mis en musique et chantés par Jan-Mari Carlotti, CD et livret, Arles, Mont-Jòia, 2005.
- Christian Passuello, Robert Lafont, un écrivain dans le siècle, France 3 Sud, Béka, Image plus, Zanzibar, Agovision, 2001.